# Harouna Pale
Harouna Pale (Alto Volta, (en la actualidad Burkina Faso), 16 de agosto de 1957) es un exatleta burkinés.
Representó su país en los siguientes Juegos Olímpicos:
- Juegos Olímpicos de Barcelona 1992
- Juegos Olímpicos de Seúl 1988